# Phallus
Phallus Junius ex L. (sromotnik) – rodzaj grzybów z rodziny sromotnikowatych (Phallaceae).

## Cechy charakterystyczne
Saprotrofy lub pasożyty korzeni. Owocniki za młodu w postaci jajowatego tworu w galaretowatej osłonie. Jest to tzw. jajo. Po rozwinięciu się mają kształt falliczny. Na szczycie trzonu znajduje się dzwonkowaty kapelusz o powierzchni podobnej do plastra miodu, pokryty oliwkowozieloną masą zarodników. Owocnik o tej budowie nosi nazwę receptakl. Zarodniki eliptyczne, gładkie, bez pory rostkowej.

## Systematyka i nazewnictwo
Pozycja w klasyfikacji według Index Fungorum: Phallaceae, Phallales, Phallomycetidae, Agaricomycetes, Agaricomycotina, Basidiomycota, Fungi.
Synonimy naukowe: Clautriavia (Pat.) Lloyd,
Cryptophallus Peck,
Dictyopeplos Kuhl & Hasselt,
Dictyophallus Corda,
Dictyophora Desv.,
Dictyophora sect. Clautriavia Pat.,
Hymenophallus Nees,
Jaczewskia Mattir.
Junia Dumort.
Kirchbaumia Schulzer,
Leiophallus (Fr.) Nees,
Morellus Eaton,
Omphalophallus Kalchbr.,
Phalloidastrum Battarra,
Phallus sect. Dictyophora (Desv.) Kreisel,
Retigerus Raddi,
Satyrus Bosc,
Sophronia Pers.
Polską nazwę podał Józef Jundziłł w 1830 r. W polskim piśmiennictwie mykologicznym rodzaj ten opisywany był też jako słupiak lub sromotnica.
Nazwa naukowa nawiązuje do kształtu owocnika. Wywodzi się z greckiej nazwy prącia (φαλλός, w zlatynizowanej formie Phallus). Polska nazwa zwyczajowa sromotnik to staropolski wyraz oznaczający osobę okrytą hańbą lub siejącą zgorszenie.
Niektóre gatunki:
- Phallus glutinolens (Möller) Kuntze 1898
- Phallus hadrianii Vent. 1801 – sromotnik fiołkowy
- Phallus impudicus L. 1753 – sromotnik smrodliwy
- Phallus indusiatus Vent. 1798 – sromotnik woalkowy
- Phallus minusculus Kreisel & Calonge 2002
- Phallus pygmaeus Baseia 2003

Wykaz gatunków i nazwy naukowe na podstawie Index Fungorum. Nazwy polskie według Władysława Wojewody.